# Hradîsk, Manevîci
Hradîsk (în ucraineană Градиськ) este un sat în comuna Nova Ruda din raionul Manevîci, regiunea Volînia, Ucraina.

## Demografie
Componența lingvistică a localității Hradîsk
     Ucraineană (99,43%)
     Alte limbi (0,57%)
Conform recensământului din 2001, majoritatea populației localității Hradîsk era vorbitoare de ucraineană (99,43%), existând în minoritate și vorbitori de alte limbi.